# Estinzione
L'estinzione nella biologia è la scomparsa di una determinata specie o taxon di organismi viventi con la morte del suo ultimo esemplare. Un taxon può diventare funzionalmente estinto prima della morte del suo ultimo membro se perde la capacità di riprodursi e riprendersi. Poiché la gamma potenziale di una specie può essere molto ampia, determinare questo momento risulta difficile e pertanto solitamente viene eseguito in modo retrospettivo. Questa difficoltà porta a fenomeni come il Lazarus taxa, con i quali una specie presunta estinta improvvisamente "riappare" (tipicamente nella documentazione fossile) dopo un periodo di apparente assenza.
Si stima che più del 99% di tutte le specie che siano mai vissute sulla Terra (pari a oltre 5 miliardi) si siano estinte, e che ci siano circa 8,7 milioni di specie di eucarioti a livello globale e forse molte volte di più se si includono i microrganismi, come i batteri. Alcune specie animali estinte includono i dinosauri non aviani, le tigri dai denti a sciabola, i dodo, i mammut, i bradipi terricoli, i tilacini, i trilobiti e i rospi dorati.
Attraverso l'evoluzione, le specie nascono attraverso il processo di speciazione laddove nuove varietà di organismi nascono e prosperano quando sono in grado di trovare e sfruttare una nicchia ecologica. In senso opposto, le specie si estinguono quando non sono più in grado di sopravvivere in condizioni mutevoli o contro competizione superiore. La relazione tra gli animali e le loro nicchie ecologiche è stata saldamente confermata. Una specie tipica si estingue entro 10 milioni di anni dalla sua prima apparizione, vi sono però alcune specie, chiamate fossili viventi, che sopravvivono con cambiamenti morfologici minimi o nulli per centinaia di milioni di anni.
Le estinzioni di massa sono eventi relativamente rari, tuttavia, le estinzioni isolate di specie e cladi sono abbastanza comuni e sono una parte naturale del processo evolutivo. Recentemente però sono state registrate diverse estinzioni che hanno allarmato gli scienziati per il loro alto tasso. La maggior parte delle specie che si estinguono non viene mai documentate scientificamente. Alcuni scienziati stimano che fino alla metà delle specie vegetali e animali attualmente esistenti potrebbe estinguersi entro il 2100. Un rapporto del 2018 ha indicato che la diversità filogenetica di 300 specie di mammiferi cancellate durante l'era umana dal pleistocene superiore, richiederebbe da 5 a 7 milioni di anni per riprendersi.
Secondo il Global Assessment Report 2019 on Biodiversity and Ecosystem Services dell'IPBES, la biomassa dei mammiferi selvatici è diminuita dell'82%, gli ecosistemi naturali hanno perso circa la metà della loro superficie e un milione di specie sono a rischio di estinzione, il tutto in gran parte a causa di azioni umane. Il 25% delle specie animali e vegetali è minacciato di estinzione. In un rapporto successivo, l'IPBES ha elencato la sovrapesca, la caccia e il disboscamento come alcuni dei fattori principali della crisi che riguarda l'estinzione globale.
È contrapposta alla speciazione, il processo opposto per cui una nuova specie nasce a partire da una preesistente.

## Definizione
Generalmente si considera il momento finale dell'estinzione quello in cui sopravviene la morte dell'ultimo individuo di quella data specie. Dato che il potenziale areale di una specie può essere molto ampio, determinare questo momento è difficile, e di solito è possibile farlo solo a posteriori. Questa difficoltà porta al fenomeno Lazarus taxon, in cui una specie presunta estinta improvvisamente "riappare" (tipicamente si riscontra in certi ritrovamenti fossili dopo un periodo di assenza apparente).
L'estinzione ‒ al pari della speciazione ‒ è parte integrante dell'evoluzione: una specie va incontro invece all'estinzione quando gli individui che la compongono non sono più in grado di sopravvivere alle condizioni di vita che mutano oppure a una schiacciante competizione.
Secondo alcune stime una specie tipica si estingue a distanza di 10 milioni di anni dalla sua prima comparsa, sebbene alcune specie, chiamate fossili viventi, sopravvivano potenzialmente invariate per centinaia di milioni di anni. L'estinzione, tuttavia, è di solito un fenomeno naturale; si stima che 99.9% di tutte le specie che sono esistite siano ora estinte.

## Cause
Le cause principali di un'estinzione possono essere diverse: un mutamento improvviso dell'ambiente in cui vive la specie, tanto che gli esemplari non riescono ad adattarsi (Catastrofismo); la comparsa di una specie concorrente (per il cibo) o di una specie predatrice. I campanelli d'allarme che segnalano il rischio di estinzione di una specie sono due: la diminuzione dello spazio vitale, cioè dei territori e habitat che questa specie occupa, e la diminuzione del numero di esemplari sotto una certa quota della specie stessa che non riesce a riprendersi (Effetto Allee). In linea di massima, una popolazione di 5.000 esemplari e/o un habitat limitato a solo uno o due siti sono considerati i limiti al di sotto dei quali una specie corre un serio rischio di estinzione.
Per questo motivo le specie considerate più "fragili", che cioè sono potenzialmente più esposte a questo pericolo, sono quelle più specializzate e che occupano particolari e ristrette nicchie ecologiche, per esempio perché si nutrono esclusivamente di un particolare cibo, come il panda, o perché vivono solo su certe particolari isole, come le tartarughe giganti delle isole Galápagos. All'altro estremo, specie onnivore estremamente diffuse e adattabili, come i topi, le mosche, gli scarafaggi e l'uomo, non corrono rischi di estinguersi a meno di eventi straordinari su scala planetaria.
La scomparsa di una specie, soprattutto se ha un ruolo chiave in un ecosistema, per effetto cascata può generare una sorpresa ambientale, ovvero "un evento che non è facilmente prevedibile dalla somma di eventi precedenti, o dalla traiettoria pregressa del sistema."

## Estinzioni di massa
Il naturale tasso di estinzione di fondo è calcolato come numero di specie viventi che si estinguono in un milione di anni. Normalmente tale tasso rimane su 2-5 famiglie, ma si sono osservati almeno cinque grandi picchi di estinzione, definiti appunto "estinzione di massa" o "transizione biotica".

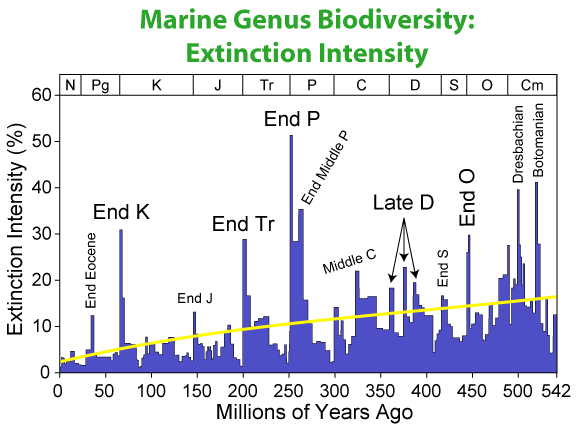
Andamento stimato del tasso d'estinzione nelle ere geologiche

## Piccole estinzioni
Oltre alle grandi estinzioni vi sono stati periodi in cui si sono verificate estinzioni di minore entità. Tra le piccole estinzioni si possono annoverare quelle avvenute 2, 11, 35-39, 90-95 e 170 milioni di anni fa. Per spiegare queste estinzioni sono state proposte diverse ipotesi.
- La prima ipotesi suggerisce un ciclo di piccole estinzioni ogni 26 -30 milioni di anni. È difficile datare accuratamente i fossili al fine di produrre risultati affidabili, ma molti studi di questa ipotetica periodicità suggeriscono che altre estinzioni minori sono state separate da periodi di tempo di solo 10 milioni di anni.
- La seconda ipotesi suggerisce invece che il ciclo di estinzioni sia stato causato da un'ipotetica stella binaria compagna del Sole chiamata Nemesis. Essa, periodicamente, influirebbe sulla Nube di Oort causando la deviazione di diverse centinaia o migliaia di asteroidi e comete verso il Sole (e di conseguenza verso la Terra) una volta ogni 26 milioni di anni.
- Una terza ipotesi suggerisce che l'oscillazione del sistema solare attraverso il piano galattico provochi come risultato un anomalo e intenso flusso cometario.
- La quarta ipotesi, che si sta ancora valutando, prevede un periodico e intensissimo vulcanismo (in inglese viene chiamato verneshot) su scala planetaria, durante il quale rocce gigantesche verrebbero lanciate su una traiettoria suborbitale. Le conseguenze degli impatti sarebbero molto simili agli effetti degli impatti di asteroidi.
- Una quinta ipotesi, che in parte può essere ricondotta alla quarta, prevede che a seguito di un periodo di intenso vulcanismo la percentuale di anidride carbonica presente in atmosfera possa aumentare velocemente, sfavorendo l'assorbimento di ossigeno da parte dei mari. Microrganismi marini produttori di acido solfidrico normalmente abitano in prossimità del chemioclino (zona di equilibrio tra acque sature d'acido e ricche d'ossigeno). Una riduzione dell'assorbimento dell'ossigeno nell'oceano conduce ad un innalzamento del chemioclino. Secondo uno studio pubblicato su Le scienze, se la percentuale di anidride carbonica presente in atmosfera raggiungesse un valore limite, stimato intorno alle 1000 ppm, il chemioclino potrebbe raggiungere la superficie dell'oceano, rendendo anossico il mare e liberando tremende bolle di gas venefico su tutto il pianeta. Il gas avrebbe effetti deleteri anche sullo scudo dell'ozono, favorendo la distruzione del fitoplancton che è alla base della catena alimentare.

Sia per le grandi che per le piccole estinzioni è possibile che si sia verificata una concomitanza di eventi, per esempio un impatto asteroidale che come conseguenza avrebbe potuto attivare un intenso vulcanismo.

## Epoca moderna
Centinaia sono state le specie animali estinte a causa dell'uomo nell'epoca moderna; oltre il 95% delle estinzioni animali dal 1600 in poi sono state causate dalla caccia, dalla distruzione dell'habitat, dai mutamenti climatici o dalla competizione con specie introdotte (non originarie del luogo).

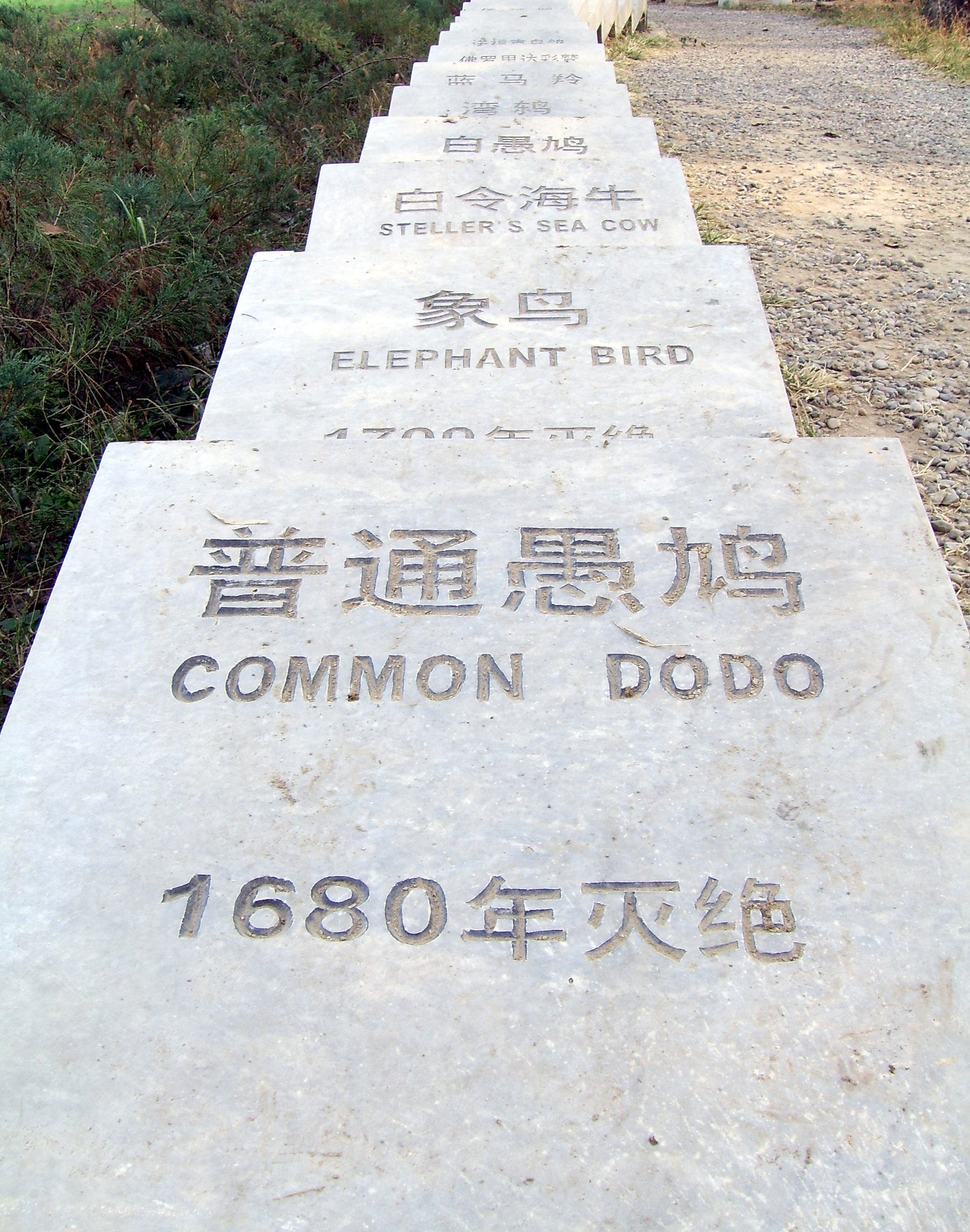
Lapidi di un cimitero simbolico con i nomi di animali estinti a causa dell'azione umana.

Casi celebri sono la ritina di Steller, estintasi 27 anni dopo la sua scoperta, oppure il tilacino e il dodo, che oggi si sta tentando di clonare.
Ultimamente, la presa di coscienza dell'uomo nei confronti dell'ambiente che lo circonda ha fatto sì che si cominciasse a cercare di porre rimedio agli errori del passato: da ciò sono nati progetti per ricreare animali come l'uro con incroci e selezioni genetiche, come avvenne nel secolo scorso con il quagga e con il tarpan. Questi progetti possono solo mirare ad imitare il fenotipo delle suddette specie estinte, ma non possono in alcun modo rigenerare la diversità genetica andata ormai perduta.

## Riferimenti normativi
- Legge 7 febbraio 1992, n. 150 - Disciplina dei reati relativi all'applicazione in Italia della convenzione sul commercio internazionale delle specie animali e vegetali in via di estinzione, firmata a Washington il 3 marzo 1973, di cui alla legge 19 dicembre 1975, n. 874, e del regolamento (CEE) n. 3626/82, e successive modificazioni, nonché norme per la commercializzazione e la detenzione di esemplari vivi di mammiferi e rettili che possono costituire pericolo per la salute e l'incolumità pubblica.